# Bollaram
Bollaram è una suddivisione dell'India, classificata come municipality, di 13.305 abitanti, situata nel distretto di Medak, nello stato federato del Telangana. In base al numero di abitanti la città rientra nella classe IV (da 10.000 a 19.999 persone).

## Geografia fisica
La città è situata a 17° 30' 51 N e 78° 31' 24 E e ha un'altitudine di 581 m s.l.m..

## Società

### Evoluzione demografica
Al censimento del 2001 la popolazione di Bollaram assommava a 13.305 persone, delle quali 7.783 maschi e 5.522 femmine. I bambini di età inferiore o uguale ai sei anni assommavano a 1.936, dei quali 994 maschi e 942 femmine. Infine, coloro che erano in grado di saper almeno leggere e scrivere erano 7.666, dei quali 5.281 maschi e 2.385 femmine.